# Xã Sullivan, Quận Grant, Kansas
Xã Sullivan (tiếng Anh: Sullivan Township) là một xã thuộc quận Grant, tiểu bang Kansas, Hoa Kỳ. Năm 2010, dân số của xã này là 262 người.